# Дольфюс (марсіанський кратер)
Дольфюс (англ. Dollfus) — метеоритний кратер у квадранглі Sinus на Марсі. Його назву затверджено 22 жовтня 2013 МАСом на честь Одуена Дольфюса – французького астронома.